# Lijst van voetbalinterlands Cuba - Dominica
Deze lijst van voetbalinterlands is een overzicht van alle officiële voetbalwedstrijden tussen de nationale teams van Cuba en de Dominica. De landen speelden tot op heden twee keer tegen elkaar. De eerste ontmoeting was een kwalificatiewedstrijd voor de Caribbean Cup 2001 kwalificatie op 4 april 2010 in Georgetown (Guyana). Het laatste duel, een kwalificatiewedstrijd voor de Caribbean Cup 2010, vond plaats in Saint John's (Antigua en Barbuda) op 10 november 2010.

## Wedstrijden
| № | Plaats       | Datum            | Competitie                      | Wedstrijd       | Uitslag |
| - | ------------ | ---------------- | ------------------------------- | --------------- | ------- |
| 1 | Georgetown   | 4 april 2001     | Caribbean Cup 2001 kwalificatie | Cuba − Dominica | 3 − 1   |
| 2 | Saint John's | 10 november 2010 | Caribbean Cup 2010 kwalificatie | Cuba − Dominica | 4 − 2   |

## Samenvatting
| Competitie                 | Totaal gespeeld | Winst Cuba | Gelijk | Winst Dominica | Doelsaldo Cuba – Dominica |
| -------------------------- | --------------- | ---------- | ------ | -------------- | ------------------------- |
| Caribbean Cup-kwalificatie | 2               | 2          | 0      | 0              | 7 − 3                     |
| Totaal                     | 2               | 2          | 0      | 0              | 7 − 3                     |

Wedstrijden bepaald door strafschoppen worden, in lijn met de FIFA, als een gelijkspel gerekend.
AFC · A-internationals · Bondscoaches · Cubaans vrouwenelftal · Cuba U21 · Cuba U20 · Cuba U19 · Cuba U18 · Cuba U17
1920 – 1949 ·
1950 – 1969 ·
1970 – 1979 ·
1980 – 1989 ·
1990 – 1999 ·
2000 – 2009 ·
2010 – 2019 ·
2020 − 2029
WK 1938
OS 1976 ·
OS 1980
Albanië ·
Algerije ·
Angola ·
Antigua en Barbuda ·
Aruba ·
Bahama's ·
Barbados ·
Belize ·
Bermuda ·
Bolivia ·
Britse Maagdeneilanden ·
Bulgarije ·
Canada ·
Chili ·
China ·
Colombia ·
Costa Rica ·
Curaçao ·
DDR ·
Dominica ·
Dominicaanse Republiek ·
Ecuador ·
El Salvador ·
Ghana ·
Grenada ·
Guatemala ·
Guyana ·
Haïti ·
Honduras ·
Indonesië ·
Jamaica ·
Kaaimaneilanden ·
Kameroen ·
Mexico ·
Nicaragua ·
Nederlandse Antillen ·
Panama ·
Puerto Rico ·
Roemenië ·
Saint Kitts en Nevis ·
Saint Lucia ·
Saint Vincent en de Grenadines ·
Suriname ·
Trinidad en Tobago ·
Turks en Caicoseilanden ·
Uruguay ·
Venezuela ·
Verenigde Staten ·
Zuid-Korea ·
Zweden
DFA · 
Vrouwenvoetbalelftal van Dominica
Interlands
Tegenstander:
Amerikaanse Maagdeneilanden ·
Anguilla ·
Antigua en Barbuda ·
Aruba ·
Bahama's ·
Barbados ·
Bermuda ·
Britse Maagdeneilanden ·
Canada ·
Cuba ·
Dominicaanse Republiek ·
Grenada ·
Guatemala ·
Guyana ·
Haïti ·
Jamaica ·
Mexico ·
Nicaragua ·
Panama ·
Saint Kitts en Nevis ·
Saint Lucia ·
Saint Vincent en de Grenadines ·
Suriname ·
Trinidad en Tobago ·
Turks- en Caicoseilanden